# Sulamente nuje
Sulamente nuje è un album in studio dei rapper italiani Capo Plaza e Peppe Soks, pubblicato il 10 giugno 2016 dalla Quadraro Basement.

## Tracce
1. No Game – 2:40
2. For' pecché – 3:47
3. Dal quartiere (feat. Yamba & Izi) – 2:51
4. Nun me fid' – 3:42
5. Loro che ne sanno (by Capo Plaza) – 3:22
6. Capiti male (feat. Deal Pacino) – 3:48
7. Sulamente nuje – 3:26
8. Chiove – 2:52
9. Tutto passa – 2:44